# Sigbritt Eklund
Sigbritt Eklund, född 1947 är en svensk författare och översättare.
Eklund debuterade 1984 med barn- och ungdomsromanen Fattigskorna, följd av Lotta och fula gubben (1985), Pojken med kepsen (1986), Den mindre kärleken (1988) och I profetens tid (1988).
1990-talet inleddes med romanen Mannen i grottan (1990). Därefter började Eklund alltmer fokusera på sin översättarkarriär, varför den egna produktion fick stå tillbaka något. Nästa egna roman, När lejonet vaknar, utgavs 1995. Ytterligare sju år passerade utan egen romanproduktion innan Flickan som gick för att hämta våren utgavs 2002. Denna följdes av Hövdingens närmaste man (2003) och Blommans namn är sorg (2005).
Fattigskorna, Lotta och fula gubben och I profetens tid har översatts till danska.

### Egna romaner
- Eklund, Sigbritt; Nygren Tord (1984). Fattigskorna. Bromma: Opal. Libris 7630766. ISBN 91-7270-345-8
- Eklund, Sigbritt; Melarti Pentti (1985). Lotta och fula gubben. Bromma: Opal. Libris 7630798. ISBN 91-7270-379-2
- Eklund, Sigbritt; Nygren Tord (1986). Pojken med kepsen. Bromma: Opal. Libris 7630845. ISBN 91-7270-427-6
- Eklund, Sigbritt (1988). I profetens tid. Bromma: Opal. Libris 7630911. ISBN 91-7270-500-0
- Eklund, Sigbritt; Nilsson Monica (1988). Den mindre kärleken. Kärlek i vår tid, 99-0714937-3Lättläst, 99-0109264-7 (1. uppl.). Johanneshov: Hammarström & Åberg. Libris 7653929. ISBN 91-7638-089-0
- Eklund, Sigbritt (1990). Mannen i grottan. Bromma: Opal. Libris 7630967. ISBN 91-7270-579-5
- Eklund, Sigbritt (1995). När lejonet vaknar. Stockholm: Opal. Libris 7631130. ISBN 91-7270-760-7
- Eklund, Sigbritt; Shu Zi-Min (2002). Flickan som gick för att hämta våren. Bromma: Opal. Libris 8417504. ISBN 91-7299-009-0
- Eklund, Sigbritt (2003). Hövdingens närmaste man. Bromma: Opal. Libris 8874003. ISBN 91-7299-055-4
- Eklund, Sigbritt (2005). Blommans namn är sorg. Bromma: Opal. Libris 9712953. ISBN 91-7299-132-1

### Översättningar (urval)
- Alexander, Meg; Eklund Sigbritt (1999). Löjtnantens löfte. Harlequin historisk, 1103-8853Regency. Stockholm: Harlequin. Libris 2848441. ISBN 91-640-1160-7
- August, Elizabeth; Eklund Sigbritt (1993). Nätterna är dina. Harlekin romantik historisk, 99-1228604-9 ; 63. Stockholm: Harlekin. Libris 7676115. ISBN 91-7934-990-0
- Barrett, Jean; Eklund Sigbritt (1994). Rena kärlekscirkusen!. Harlequin passion, 1103-1344 ; 66. Stockholm: Harlequin. Libris 7458967. ISBN 91-640-0161-X
- Bolen, Cheryl (2000). Hemligheter-. Harlequin historisk, 1103-8853. Stockholm: Harlequin. Libris 7460194. ISBN 91-640-1398-7
- Cornick, Nicola (2000). Ombytta roller. Harlequin historisk, 1103-8853Regency. Stockholm: Harlequin. Libris 7460049. ISBN 91-640-1253-0
- Darcy, Emma; Eklund Sigbritt (1993). Kärlekens musik. Harlekin romantik, 99-0887976-6. Stockholm: Harlekin. Libris 7676043. ISBN 91-7934-918-8
- David, Kay (2001). Dubbel skönhet. Harlequin exklusiv, 1103-8861. Stockholm: Harlequin. Libris 7460424. ISBN 91-640-1660-9
- Davidson, Carolyn (2000). Med bröllop i sikte. Harlequin historisk, 1103-8853. Stockholm: Harlequin. Libris 7460042. ISBN 91-640-1246-8
- George, Catherine; Eklund Sigbritt (1992). Sommaren som gick. Harlekin romantik, 99-0887976-6. Stockholm: Harlekin. Libris 7675964. ISBN 91-7934-838-6
- Hall, Diana; Eklund Sigbritt (1998). Damernas riddare. Harlequin historisk, 1103-8853 ; 192. Stockholm: Harlequin. Libris 7459803. ISBN 91-640-1005-8
- Hart, Jessica; Eklund Sigbritt (1993). Expedition i kärlek. Harlequin romantik, 1103-890X. Stockholm: Harlequin. Libris 7458863. ISBN 91-640-0056-7
- Hayes, Morgan (2001). Sova med fienden. Harlequin exklusiv, 1103-8861. Stockholm: Harlequin. Libris 7460419. ISBN 91-640-1655-2
- James, Ellen; Eklund Sigbritt (1994). Kärleken spirar. Harlequin romantik, 1103-890X. Stockholm: Harlequin. Libris 7458924. ISBN 91-640-0117-2
- James Kristin., Elliot Lucy., Pozzessere Heather Graham., red (1999). Julens mirakel. Harlequin historisk, 1103-8853. Stockholm: Harlequin. Libris 7460098. ISBN 91-640-1302-2
- Kilby, Joan (2000). Hjärtats hemvist. Harlequin exklusiv, 1103-8861. Stockholm: Harlequin. Libris 7460406. ISBN 91-640-1640-4
- Langan, Ruth (2000). Inledd i frestelse. Harlequin historisk, 1103-8853. Stockholm: Harlequin. Libris 7460038. ISBN 91-640-1242-5
- Mansell, Joanna; Eklund Sigbritt (1992). I pyramidernas skugga. Harlekin romantik, 99-0887976-6. Stockholm: Harlekin. Libris 7675996. ISBN 91-7934-871-8
- Marshall, Paula; Eklund Sigbritt (1999). Chloes val. Harlequin historisk, 1103-8853Regency. Stockholm: Harlequin. Libris 7459935. ISBN 91-640-1137-2
- Mather, Anne (2001). Minnesvärd sommar. Harlequin romantik special, 1103-890X. Stockholm: Harlequin. Libris 7460496. ISBN 91-640-1732-X
- McAllister, Anne; Eklund Sigbritt (1998). Inte utan Izzy. Harlequin romantik, 1103-890XSpecial. Stockholm: Harlequin. Libris 7459712. ISBN 91-640-0909-2
- Muir, Rae (2001). Dunkla minnen. Harlequin historisk, 1103-8853. Stockholm: Harlequin. Libris 7460529. ISBN 91-640-1916-0
- Nichols, Mary (2001). En dam med förflutet. Harlequin historisk, 1103-8853Regency. Stockholm: Harlequin. Libris 7460536. ISBN 91-640-1923-3
- Seymour, Ana; Eklund Sigbritt (1999). Simons vilda fru. Harlequin historisk, 1103-8853. Stockholm: Harlequin. Libris 7460023. ISBN 91-640-1227-1
- Shaw, Francesca; Eklund Sigbritt (1998). Karolines hemlighet. Harlequin historisk, 1103-8853Regency. Stockholm: Harlequin. Libris 7459852. ISBN 91-640-1054-6
- Simmons, Deborah; Eklund Sigbritt (2002). Himmel och helvete. Harlequin historisk, 1103-8853Släkten de Burgh. Stockholm: Harlequin. Libris 8843286. ISBN 91-640-2371-0
- Thorpe, Kay; Eklund Sigbritt (1992). Aten om våren. Euromance, 1102-8122 ; 1. Stockholm: Harlekin. Libris 7675999. ISBN 91-7934-874-2
- Young, Karen (2000). Gåva för livet. Harlequin exklusiv, 1103-8861. Stockholm: Harlequin. Libris 7460403. ISBN 91-640-1637-4

- Brendan, Mary; Eklund Sigbritt (2010). Lady Haydens gunst. Harlequin historisk, 1103-8853. Stockholm: Harlequin. Libris 11784644. ISBN 978-91-640-6167-6
- Cameron, Stella; Eklund Sigbritt (2011). Lord Adams berättelse. Silk. Stockholm: Harlequin. Libris 12274560. ISBN 978-91-640-6977-1
- Camp, Candace; Eklund Sigbritt (2011). En kärlekaffär. Silk. Stockholm: Harlequin. Libris 12139889. ISBN 978-91-640-6783-8
- Cornick, Nicola; Eklund Sigbritt (2006). Kyssar i lönndom. Harlequin historisk, 1103-8853. Stockholm: Harlequin. Libris 10189159. ISBN 91-640-4019-4
- DeStefano, Anna; Eklund Sigbritt (2010). Kärlekens röst. Kärlek & familj. Stockholm: Harlequin. Libris 11785125. ISBN 978-91-640-6134-8
- Fossen, Delores; Eriksson Jan, Eklund Sigbritt (2010). Hotad till livet. Black roseRisk för livet. Stockholm: Harlequin. Libris 11780407. ISBN 978-91-640-6103-4
- Fox, Roz Denny; Eklund Sigbritt (2003). För evigt älskad. Harlequin exklusiv, 1103-8861. Stockholm: Harlequin. Libris 9102024. ISBN 91-640-2719-8
- Garbera, Katherine; Eklund Sigbritt, Paulin Kim (2007). Lyx i Las Vegas. Harlequin passion, 1103-1344Oväntat arv. Stockholm: Harlequin. Libris 10427047. ISBN 978-91-640-4460-0
- Graves, Paula; Eklund Sigbritt (2012). Den man minst anar. Black roseCoopers rättvisa. Stockholm: Harlequin. Libris 12469387. ISBN 978-91-640-7070-8
- Herries, Anne; Eklund Sigbritt (2008). Farligt nära skandal. Harlequin historisk, 1103-8853. Stockholm: Harlequin. Libris 10655641. ISBN 978-91-640-5081-6
- Herron, Rita B.; Eklund Sigbritt (2005). Midnattsmördaren. Harlequin intrigue. Stockholm: Harlequin. Libris 9986618. ISBN 91-640-3598-0
- Hutchinson, Bobby; Eklund Sigbritt (2002). Lätt att älska, svår att glömma. Harlequin exklusiv, 1103-8861. Stockholm: Harlequin. Libris 8434484. ISBN 91-640-2031-2
- Jarrett, Miranda; Eklund Sigbritt (2005). En sagolik historia. Harlequin historisk, 1103-8853. Stockholm: Harlequin. Libris 9859585. ISBN 91-640-3195-0
- Karr, Leona; Eklund Sigbritt (2008). Bland skuggorna. IntrigueRomantisk spänning. Stockholm: Harlequin. Libris 10734844. ISBN 978-91-640-5214-8
- Lynn, Denise; Eklund Sigbritt (2009). Förförd av hämnd. Harlequin historisk, 1103-8853. Stockholm: Harlequin. Libris 11607442. ISBN 978-91-640-5931-4
- Marinelli, Carol; Svensson Lisa, Eklund Sigbritt (2007). Tillbaka till livet. Harlequin romantik, 1103-890XDuett. Stockholm: Harlequin. Libris 10375366. ISBN 978-91-640-4588-1
- McCabe, Amanda; Eklund Sigbritt (2010). Den talangfulla mademoiselle Dumas. Harlequin historisk, 1103-8853. Stockholm: Harlequin. Libris 12028195. ISBN 978-91-640-6203-1
- McPhee, Margaret; Eklund Sigbritt (2010). Den franske kaptenen. Harlequin historisk, 1103-8853. Stockholm: Harlequin. Libris 11884531. ISBN 978-91-640-6187-4
- Miles, Cassie; Eklund Sigbritt (2005). De oskyldigas beskyddare. Harlequin intrigue. Stockholm: Harlequin. Libris 9967944. ISBN 91-640-3597-2
- Miller, Julie; Eklund Sigbritt (2006). I farozonen. Harlequin intrigue. Stockholm: Harlequin. Libris 10223447. ISBN 91-640-4207-3
- Moore, Margaret; Eklund Sigbritt (2009). Härskaren på Dunkeathe. Harlequin historisk, 1103-8853. Stockholm: Harlequin. Libris 11449277. ISBN 978-91-640-5915-4
- Peterson, Ann Voss; Eklund Sigbritt (2005). Måltavla för mördare. Harlequin intrigue. Stockholm: Harlequin. Libris 9800164. ISBN 91-640-3583-2
- Roberts, Alison; Samuelsson Inger, Eklund Sigbritt (2006). Playboy i vit rock. Harlequin romantik, 1103-890XDuett. Stockholm: Harlequin. Libris 10191761. ISBN 91-640-4108-5
- Scott, Bronwyn; Eklund Sigbritt (2012). En värdig motståndare. Harlequin historisk, 1103-8853. Stockholm: Harlequin. Libris 12755935. ISBN 978-91-640-7305-1
- Shaw, Francesca; Eklund Sigbritt (2012). En man med finess. Harlequin historisk, 1103-8853. Stockholm: Harlequin. Libris 12710016. ISBN 978-91-640-7350-1
- Simmons, Deborah; Eklund Sigbritt (2009). Vem är lady Marion?. Harlequin historisk, 1103-8853Släkten de Burgh. Stockholm: Harlequin. Libris 11480704. ISBN 978-91-640-5920-8
- Herries Anne., Cornick Nicola., red (2012). Societetens paradis. Stockholm: Harlequin. Libris 12469404. ISBN 978-91-640-7364-8
- Stevens, Amanda; Eklund Sigbritt (2007). I hetluften. Harlequin intrigue. Stockholm: Harlequin. Libris 10311335. ISBN 978-91-640-4560-7
- Stone, Lyn; Eklund Sigbritt (2007). Den ökände viscounten. Harlequin historisk, 1103-8853. Stockholm: Harlequin. Libris 10556735. ISBN 978-91-640-4552-2
- Webber, Meredith; Eklund Sigbritt, Lindholm Frida (2007). Vid andra ögonkastet. Harlequin romantik, 1103-890XHarlequin läkarromaner. Stockholm: Harlequin. Libris 10702057. ISBN 978-91-640-4607-9
- White, Loreth Anne; Mattsson Gunilla, Eklund Sigbritt (2010). Dunkelt uppsåt. Black rose. Stockholm: Harlequin. Libris 11720140. ISBN 978-91-640-6102-7
- Willingham, Michelle; Eklund Sigbritt (2011). Grevinna över en natt. Harlequin historisk, 1103-8853I de bästa kretsar ; 1. Stockholm: Harlequin. Libris 12109047. ISBN 978-91-640-6926-9

## Priser och utmärkelser
- 1990 – Rörlingstipendiet

### Fotnoter
1. 1 2 3 4  ”Sigbritt Eklund”. Libris.kb.se. http://libris.kb.se/hitlist?f=simp&q=%22sigbritt+eklund%22&r=&m=50&s=rc&d=libris&t=s&g=&p=1. Läst 13 juni 2012.